# XVI століття
XVI століття — століття, яке розпочалося 1 січня 1501 року і закінчилося 31 грудня 1600 року; шістанадцяте століття нашої ери і шосте століття II тисячоліття.

## Події

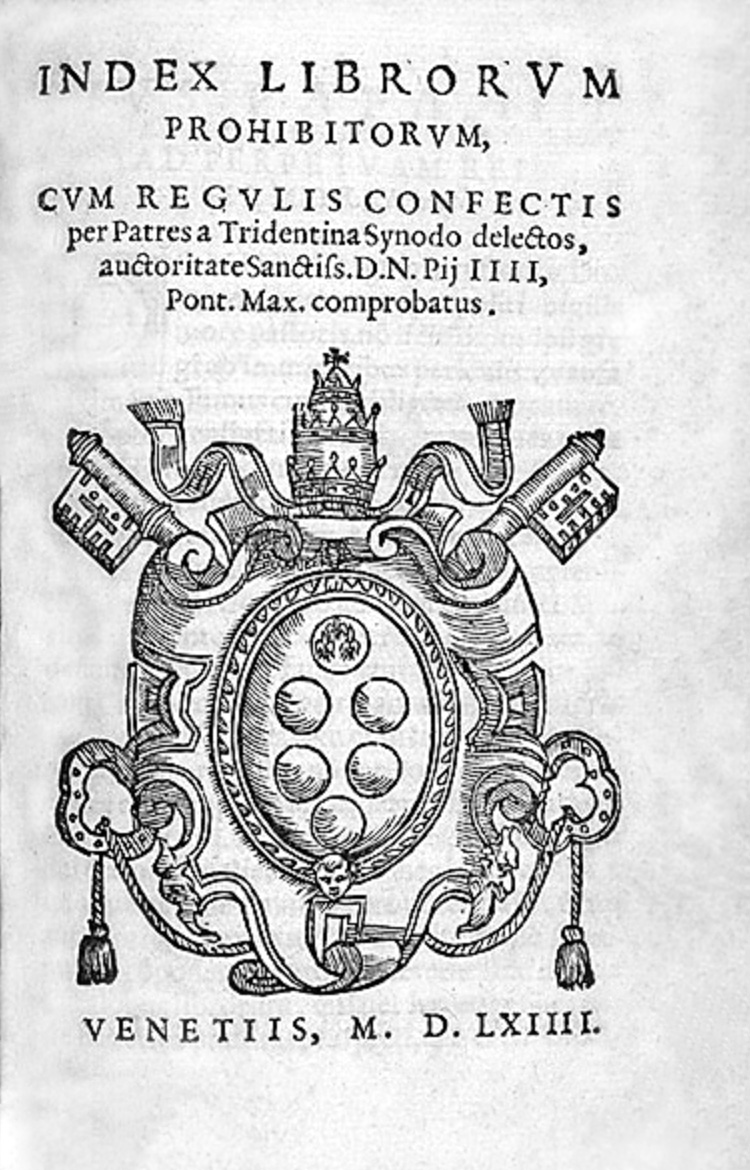
Індекс заборонених книг, видання 1554 з Венеції.

- встановився клімат [у Європі], який в основному зберігається й сьогодні.
- у XVI—XVII ст. світ Сходу втратив своє «історичне обличчя», поступово потрапив у залежність від Заходу, як наслідок, з'явився привід стверджувати, що Схід відсталий, нерозвинутий тощо. На зламі Нового часу Схід був найбагатшою і найбільш заселеною частиною світу. У 1500 р. в Азії та Північній Африці проживало майже 288 млн осіб (68 % населення всієї Землі).
- В 1500 р. у країнах Заходу (католицькі країни Європи) жило 68 млн осіб, або 16 % усього населення Землі. На Європу (без Росії) припадало приблизно 18 % світового промислового виробництва.
- Населення Японії в 1500 р. становило 17 млн осіб (4 % жителів Землі).
- У 1500 р. у Індії (на інд. субконтиненті) проживало приблизно 116 млн осіб (24,1 % усього населення Землі).
- у масовий вжиток увійшли карети й візки.
- у другій половині XVI ст. англійці почали широко використовувати кам'яне вугілля.
- Італійські війни.

- 1527  — військове захоплення та руйнація Риму вояками Карла V (італ. Sacco di Roma), полон папи римського Климента VII. Зруйновано ренесансні будівлі Риму, пограбовано усі церкви та собори. Насильницьки обірвано розвиток Високого відродження в Римі. На хвилі настроїв занепаду та кризи виникають стилі маньєризм та бароко.
- Початок епохи Реформації в країнах північної Європи. Вперше подолано монополію Церкви на переклади Біблії. Відтоді вона перекладається протестантами.В Німеччини — виникло лютеранство, що виступило з ревізією існуючих догматів католицизму.
- Папський Рим відповів Контрреформацією, посиленням інквізиції та церковної цензури на всі сфери життя суспільства. Полювання на людей та спалення єретиків.
- Селянська війна в німецьких князівствах жорстоко придушена. Насильницька обірвано розвиток німецького Відродження.

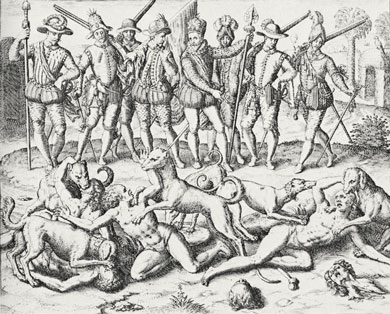
Гравер Теодор де Брі (1528—1598). «Конкістадори карають індіанців, яких рвуть на шматки собаками». Іспанська гравюра.

- 1559  — Ватикан вперше розпочав друкувати «Індекс заборонених книг», які вилучають та спалюють на вогнищах.
- Військове захоплення територій в Америці з придушенням повсталих індіанців та масовим їх винищенням іспанськими завойовниками. Колонізація португальцями та іспанцями захоплених територій в Америці. Початок еміграції зайвих людей з Іспанії та Португалії в Америку.
- Варфоломіївська ніч   — 24 серпня 1572 року масове винищення протестантів (гугенотів) Франції в Парижі.

Варфоломіївська ніч в Парижі
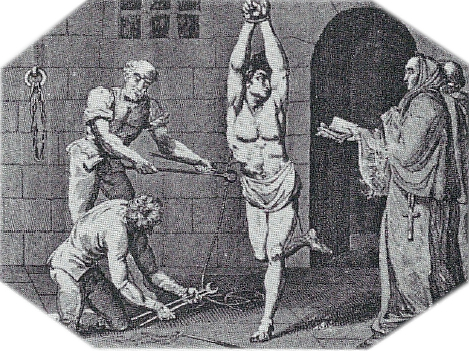
Катування єретика в Іспанії
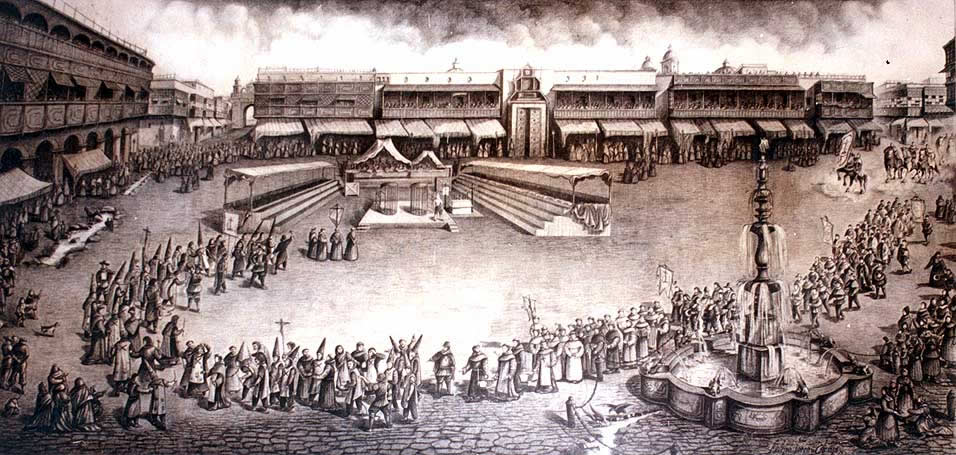
Приготування до спалення єретика в місті Ліма

- 1558–1603 — Єлизавета Велика, королева Англії.
- 1512–22 — Російсько-литовська війна.
- 1533–84 — Царювання Івана IV Васильовича (Грозного).
- 1547— Повстання у Москві.
- 1558–83 — Ливонська війна. Уже за півроку від початку війни царські війська Івана Грізного вийшли на береги Балтики, а Орден розвалювався на дрібні шматки. Аби запобігти катастрофі, магістр добровільно уступив південно-східну частину своїх земель Польщі, Північну Естонію — Швеції, острів Езель — Данії, а сам, залишившись на чолі Курляндії та Семигалії з титулом герцога, визнав себе васалом польського короля. Таким чином, Лівонський орден фактично припинив своє існування, а Російській державі довелось мати справу з коаліцією європейських держав у складі Польщі, Литви, Швеції та Данії[1].
- 1561—Знищення Лівонського ордену.
- 1569—Лю́блінська у́нія 1569 року — угода про об'єднання Королівства Польського та Великого князівства Литовського в єдину федеративну державу — Річ Посполиту, що була затверджена у місті Любліні 1 липня 1569 року.
- Походи Єрмака.
- іспанці принесли цивілізації інків віспу та грип.
- виникли перші школи для дівчаток.
- Іспанська колонізація Америки
- Іспанська Армада

## Мистецтво
- Формуються перші художні академії в Італії.

- В Італії зароджується опера.
- В Італії будують перші театральні споруди, спочатку у складі палаців (Театр Фарнезе в місті Парма), потім окремі міські будівлі, Театр Саббіонета.
- виникнення українського іконостасу.

### Мистецькі течії
- Високе Відродження
- Маньєризм (заснування)
- Північний маньєризм
- Школа Фонтенбло у Франції
- Бароко (заснування)
- Палладіанство (заснування в архітектурі)
- Італійський сад доби відродження

## Впливові персони
- Генріх VII (король Англії), засновник династії Тюдорів. Ввів безжалісно-великі податки, які реабілітували Королівство Англія після важкого часу банкрутства через криваву громадянську війну (Війна Червоної та Білої троянд) (1457—1509).
- Франциск I (король Франції) , меценат Леонардо да Вінчі, засновник Школи Фонтенбло.
- Педру Алваріш Кабрал, перший європеєць, що прибув до Бразилії 22 квітня, 1500 (1467—1520).
- Сигізмунд І Старий, король Польщі, ввів воїнську повинність та бюрократію щоб фінансувати її (1467—1548).
- Васко да Гама, португальський мореплавець, відкрив Мис Доброї Надії (1469—1524).
- Коперник Микола, розвинув геліоцентричну теорію (1473—1543).
- Томас Мор, англійський політичний діяч, письменник, філософ, автор утопічного соціалізму(1478—1535).
- Дірк Волькертсен Корнгерт (1522—1590), нідерландський гуманіст, письменник, ідеолог-теоретик, державний діяч, гравер.
- Фернан Магеллан португальський мореплавець, його експедиція вперше обпливла Земну кулю (1480—1521).
- Мартін Лютер, німецький релігійний реформатор (1483—1546).
- Ернан Кортес, іспанський конкістадор (1485—1547).
- Генріх VIII, засновник англіканства (1491—1547).
- Сулейман І Пишний, султан Османської імперії (1494—1566).
- Густав І Ваза, відновив незалежність Швеції та оголосив у ній протестантизм (1496—1560).
- Нострадамус, французький астролог та доктор (1503—1566).
- Миколай Рей, польський письменник (1505—1569).
- Жан Кальвін, релігійний реформатор. Засновник кальвінізму (1509—1564).

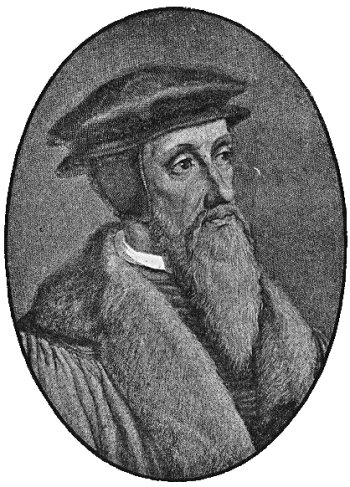
Жан Кальвін.

- Марія Тюдор. Вводила протестантські реформи (1516—1558).
- Іван Грозний, перший московський цар (1533—1584).
- Мігель де Сервантес, іспанський письменник (1547—1616).
- Джордано Бруно, італійський філософ та астролог (1548—1600).
- Гаспаро да Сало (1540—1609), італійський майстер музичних інструментів.
- Михайло Хоробрий, володар Валахії, національний символ румунів за возз'єднання трьох провінцій під його рукою у 1600 (1558—1601)
- Вільям Шекспір, англійський письменник (1564—1616).
- Міямото Мусасі, відомий фехтувальник у Японії (1584—1645)

## Відомі літератори доби
- Еразм Ротердамський (1466—1536)

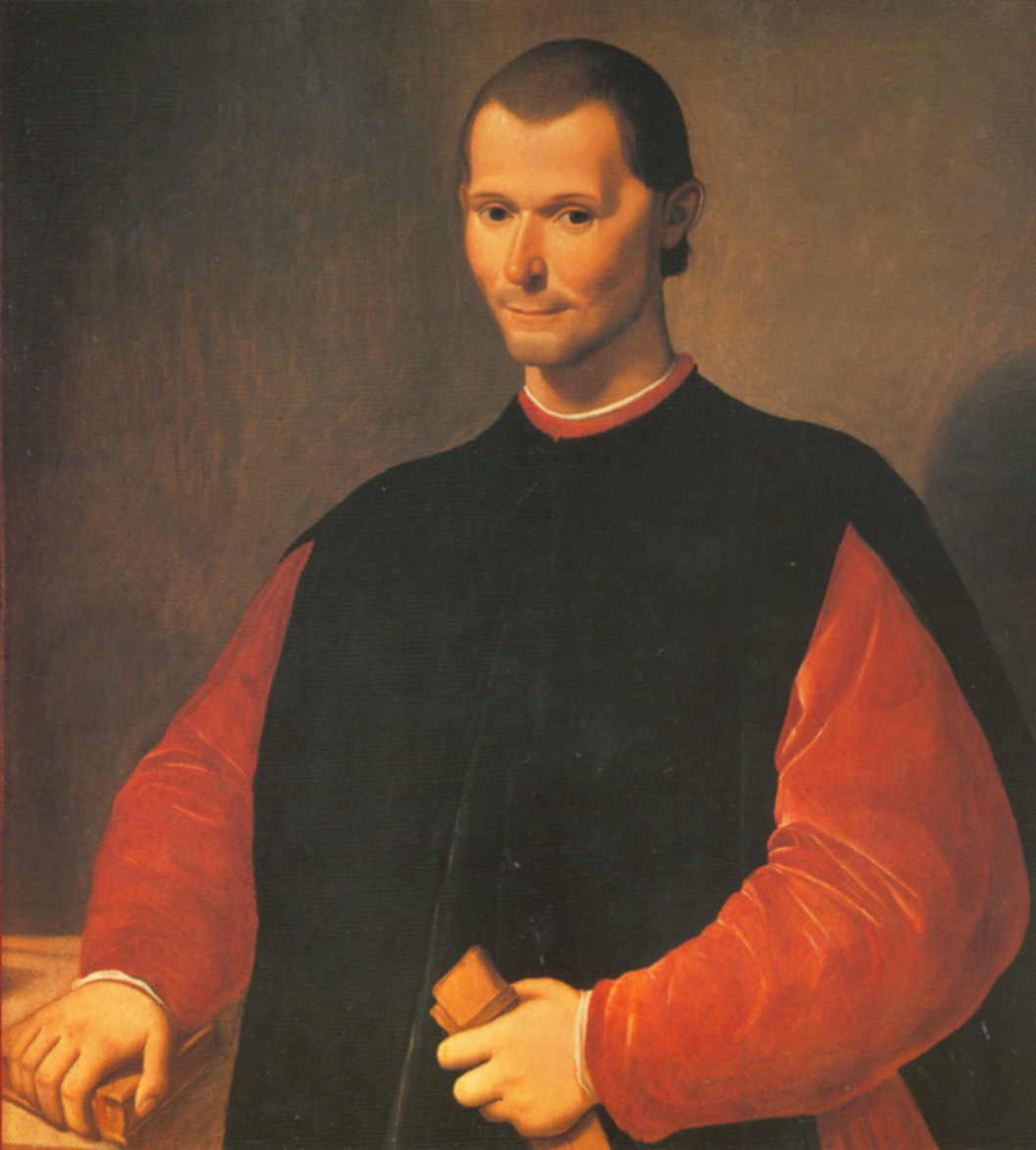
Санті ді Тіто. «Нікколо Маккіавеллі»

- П'єтро Аретіно (1492—1556), взірець продажної журналістики 16 століття
- Нікколо Макіавеллі (1469—1527)
- Вільям Шекспір(1564—1610)
- Мігель Сервантес (1547—1616)
- Джорджо Вазарі (1511—1574)

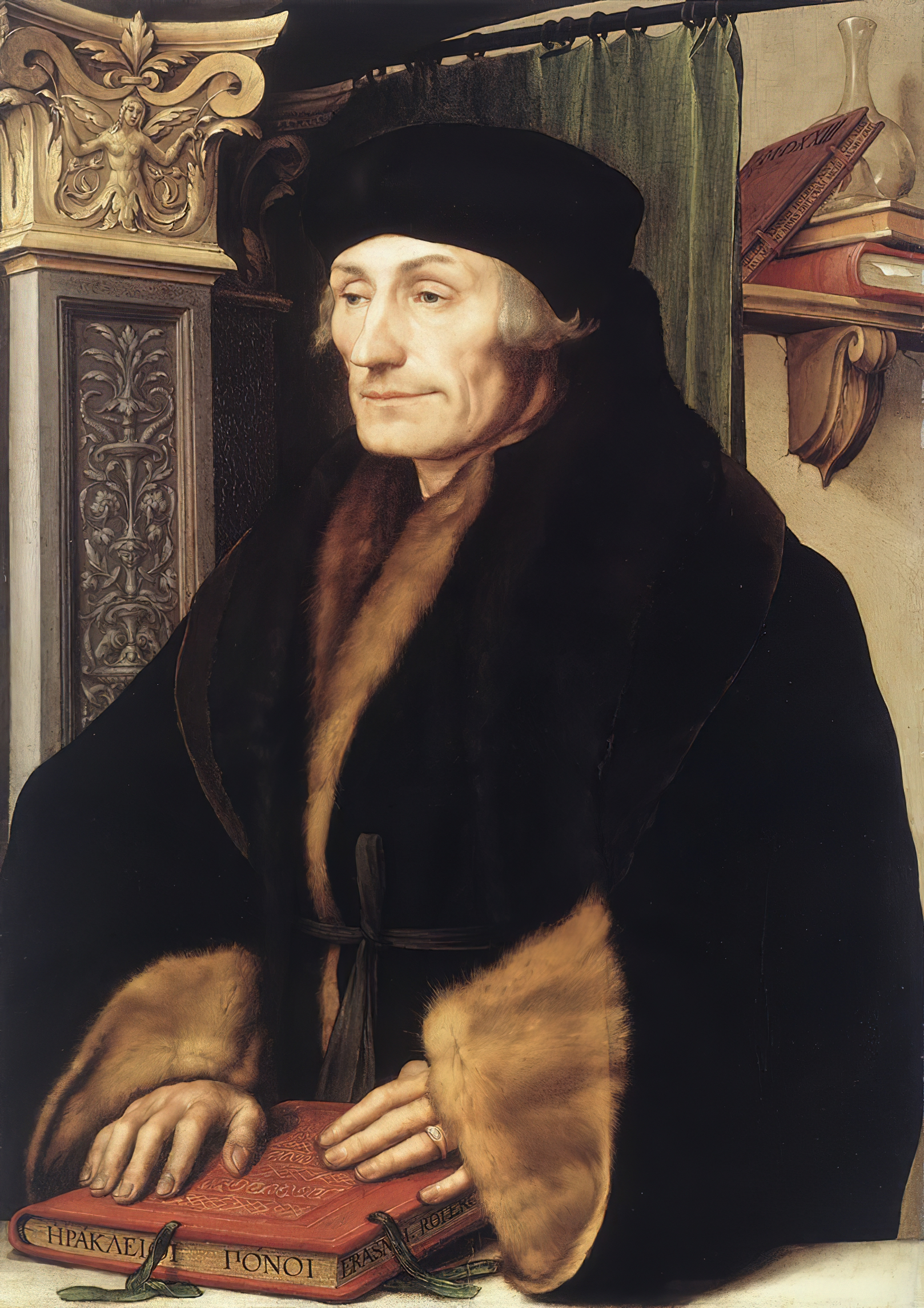
Еразм Ротердамський
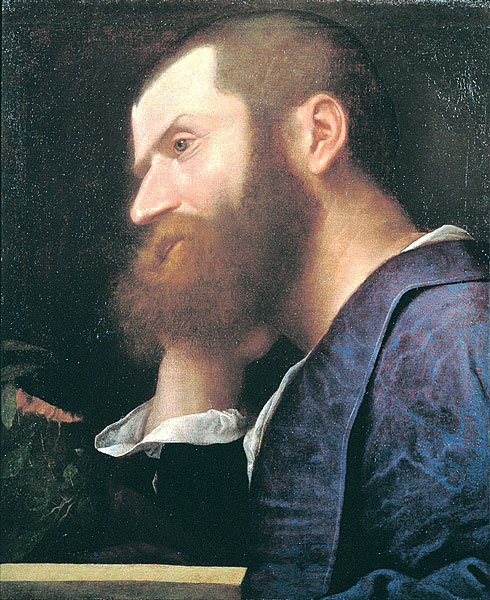
П'єтро Аретіно
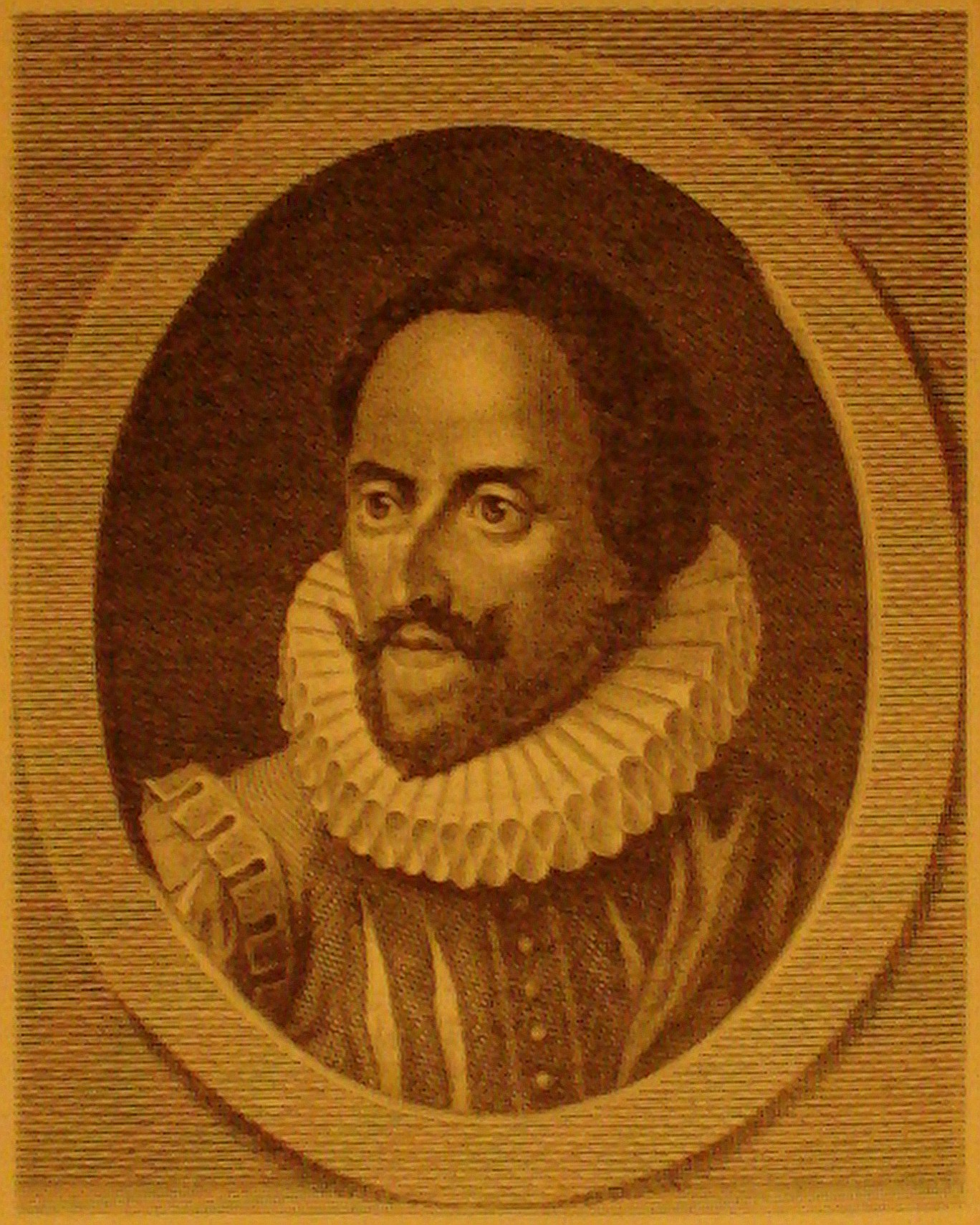
Мігель де Сервантес
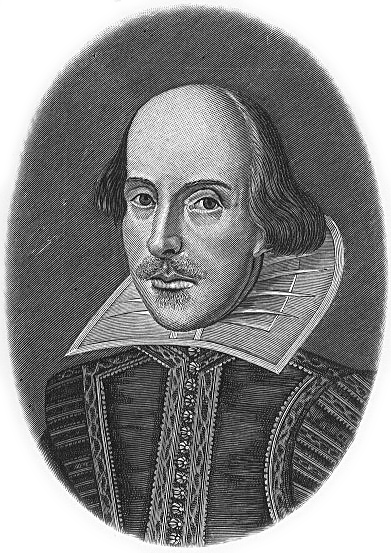
Шекспір

## Науковці
- Леонардо да Вінчі (1452—1519)
- Бернар Паліссі (бл. 1510, Ажен — бл. 1589, Париж)
- Андреас Везалій

## Представники ідейної течії гуманізму
- Колюччо Салютаті (1331—1406)
- Леонардо Бруні(1370 ?—1444)
- П'єтро Паоло Верджеріо (1370—1444)
- Гуаріно Веронезе ()
- Вітторіно да Фельтре(1378—1446)
- Джанджорджо Триссіно ()
- Марсіліо Фічіно (1433—1499)
- Джованні Піко делла Мірандола (1463—1694)
- Еразм Роттердамський (1466—1536)
- Томас Мор (1478—1535)
- Домінік Лампсоніус (1532—1599)
- Йоган Рейхлін  (1455—1522)

## Садівники і ландшафтні архітектори 16 ст
- Ніколо Тріболо  (1500—1550), Тоскана, Італія
- Жан Ленотр , батько Андре Ленотра, Франція
- Клод Мольє , Франція
- Бернар Паліссі (1510—1589), Франція
- Філібер Делорм  (1510—1570), Франція

## Маньєристи Флоренції
- Андреа дель Сарто (1486—1531)
- Бронзіно (1503—1572)
- Россо Фйорентино (1494—1540)
- Джорджо Вазарі(1511—1574)
- Санті ді Тіто (1536—1603)

## Маньєристи Мілану
- Джованні Баттіста делла Ровере (бл.1561-1627) маньєрист, фламандець в Мілані
- Джованні Паоло Ломаццо (1538—1592)
- Сімоне Петерцано (бл.1540-бл.1596) перший вчитель Караваджо

## Маньєристи Болоньї
- Аміко Аспертіні (бл. 1474—1552)
- Інноченцо да Імола (бл. 1590—1545)
- Просперо Фонтана (1512—1597)
- Лоренцо Сабатіні (1530—1584)
- Денис Кальверт (бл.1540-1619)
- Бартоломео Пассаротті (1529—1592
- Лавінія Фонтана (1552—1614)

### Художники Італії

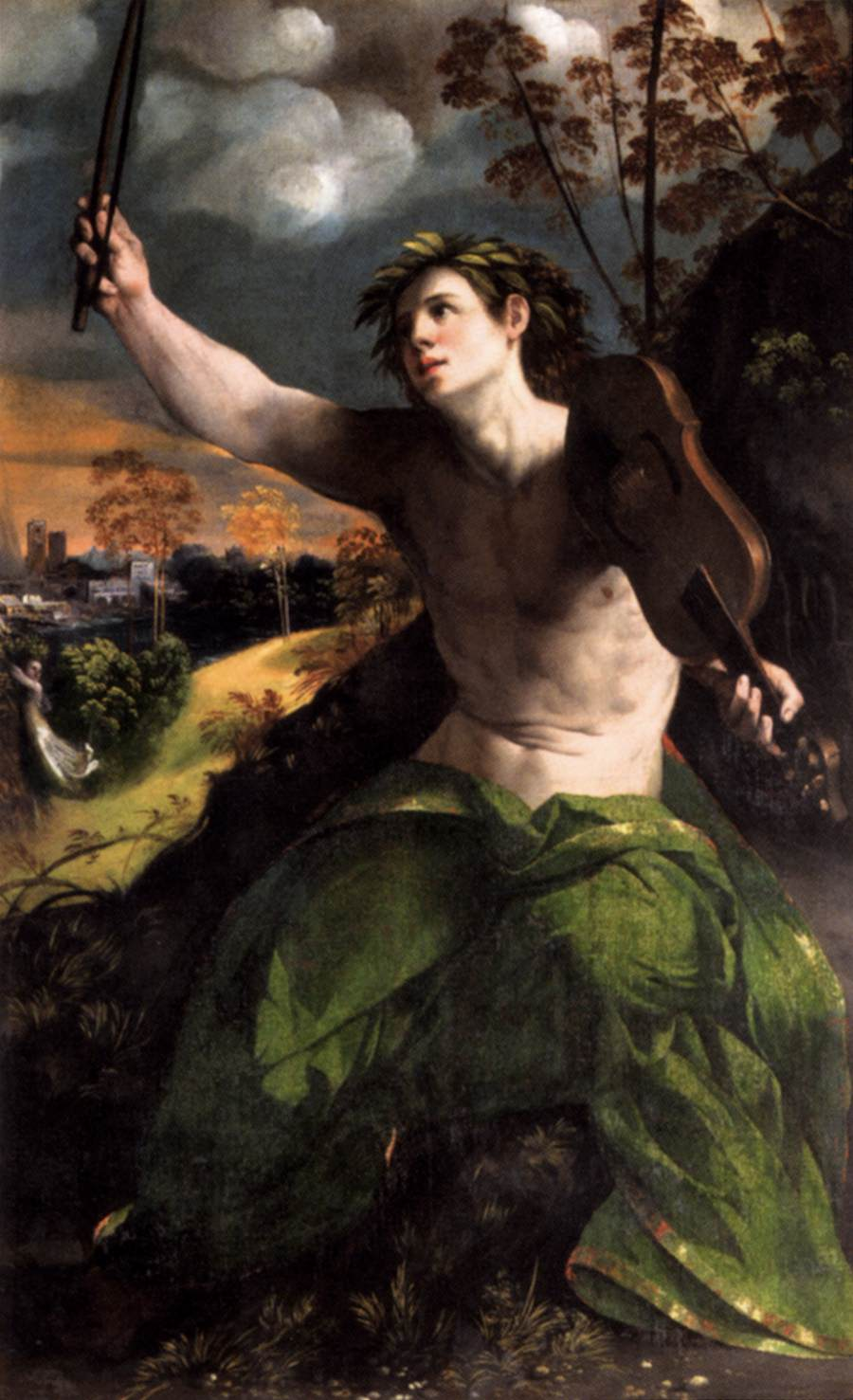
Доссо Доссі. «Аполлон — покровитель мистецтв.» Галерея Боргезе, Рим.

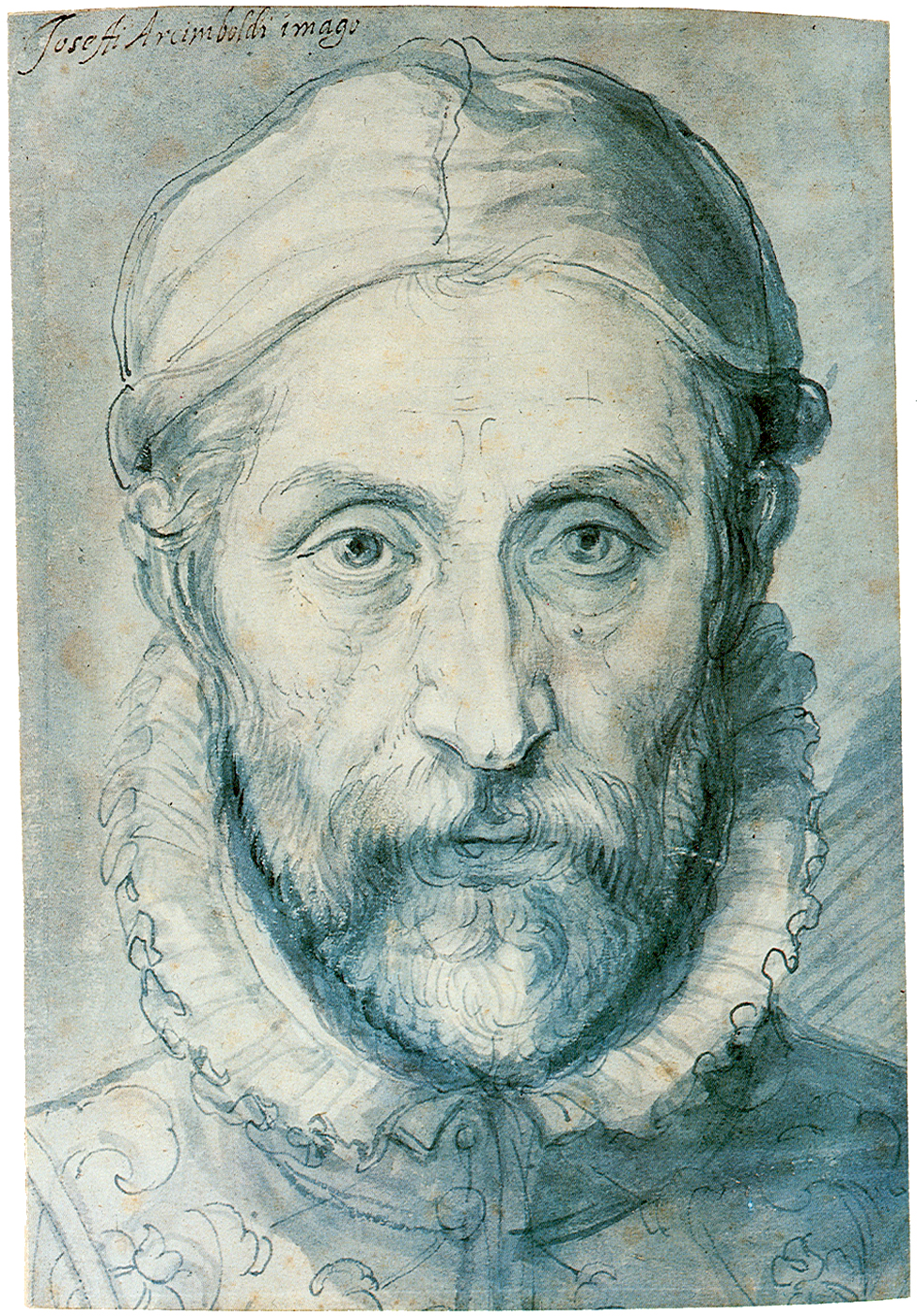
Автопортрет Арчімбольдо, Прага.

- Леонардо да Вінчі відомий митець, винахідник та науковий діяч (1452—1519).
- Леонардески
- Арчімбольдески
- Мікеланджело Буонарроті, італійський художник та скульптор (1475—1564).
- Рафаель Санті
- Сандро Боттічеллі, пізні твори
- Джованні Белліні, пізні твори
- Джорджоне (1477—1510)
- Паоло Морандо (Каваццола 1486—1522)
- Тиціан(до 1485—1576)
- Лоренцо Лотто (бл. 1480—1556)
- Якопо Пальма старший (1480—1528)
- Марчелло Фоголіно (1483—1558)
- Тінторетто (1518—1594)
- Антоніо Баділе (1518—1560)
- Паоло Веронезе (1528—1588)
- Джованні Баттіста Зелотті (1526—1578)
- Ламберт Сустріс (1520—1584)
- Лука Камб'язо (1527—1585)
- Себастьяно дель Пьомбо (до 1485—1547)
- Джуліо Романо (бл. 1492—1546)
- Шипіоне Пульцоне або «Іль Гаетано» (1542—1598)
- Парміджаніно (1503—1540)
- Джузепе Арчімбольдо (1527—1593)
- Паріс Бордоне (1500—1570)
- Альтобелло Мелоне (1490—1543)
- Якопо Бассано (бл. 1510—1592)
- Джованні Баттіста Мороні (бл. 1525—1578)
- Доссо Доссі(бл. 1490—1542)
- Гарофало (1481—1559)
- Ель Греко (1541—1614)

- Марко даль Піно (1525—1588)
- Якопіно дель Конте (1510—1598)
- Федеріко Цуккарі (бл.1540—1609)
- Лодовіко Поццосеррато (бл. 1550— бл. 1605), фламандець, що працював у Італії
- Джованні Страдано (1523—1605), фламандець, що працював у Італії, у Флоренції
- Бернардо Буонталенті(1531—1608)
- Крістофоро Ронкаллі (1553—1626)
- Якопо Пальма молодший (1550—1628)
- Бартоломе Кардуччі (1560—1608)
- Мікеланджело да Караваджо, італійський живописець (1573—1610), ранні твори.

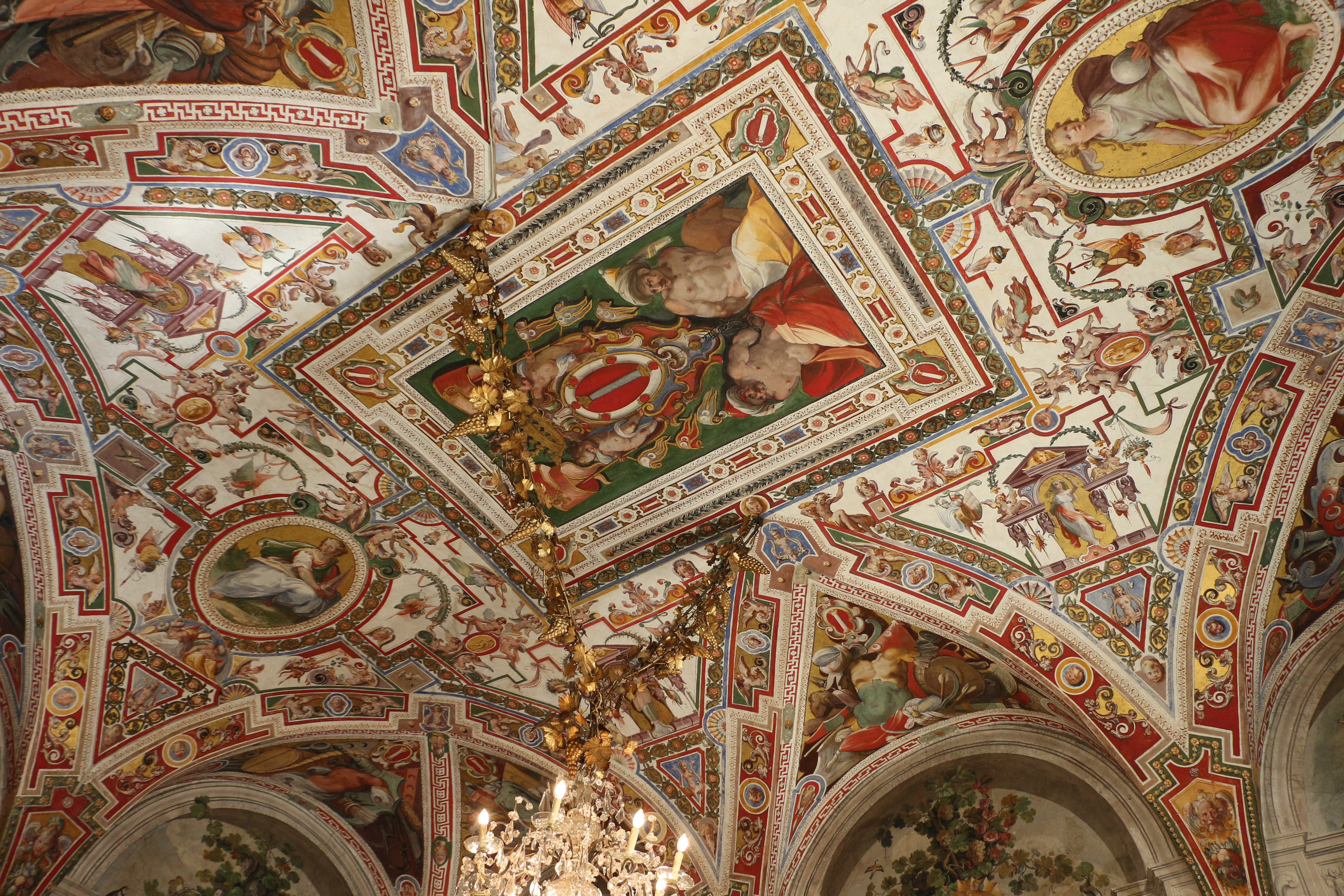
Худ. Крістофоро Ронкаллі. Палац Колонна, Рим. Фрески на стелі апартаментів принцеси Ізабелли.

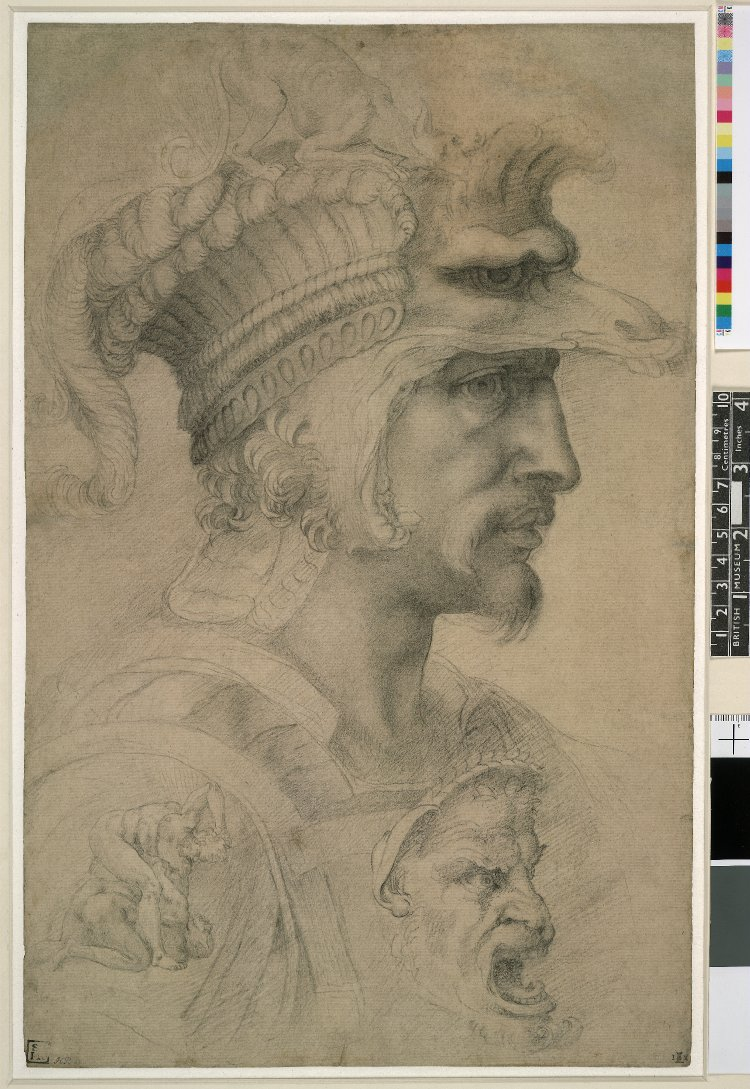
Мікеланджело Буонарроті, штудія до портрету графа Каносса
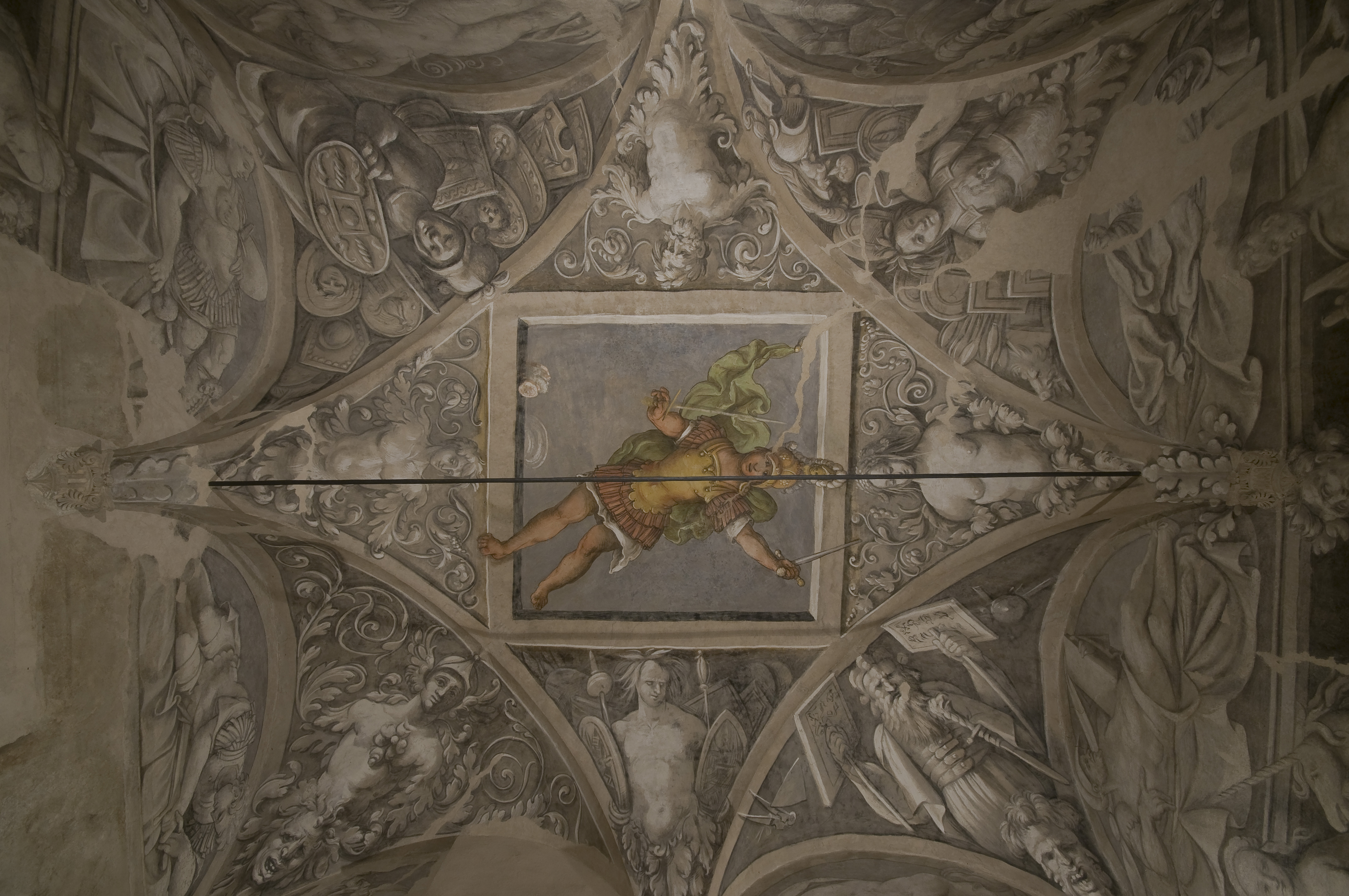
Аміко Аспертіні. Стеля з фрескою в залі Марса, Мінербіо, Болонья.
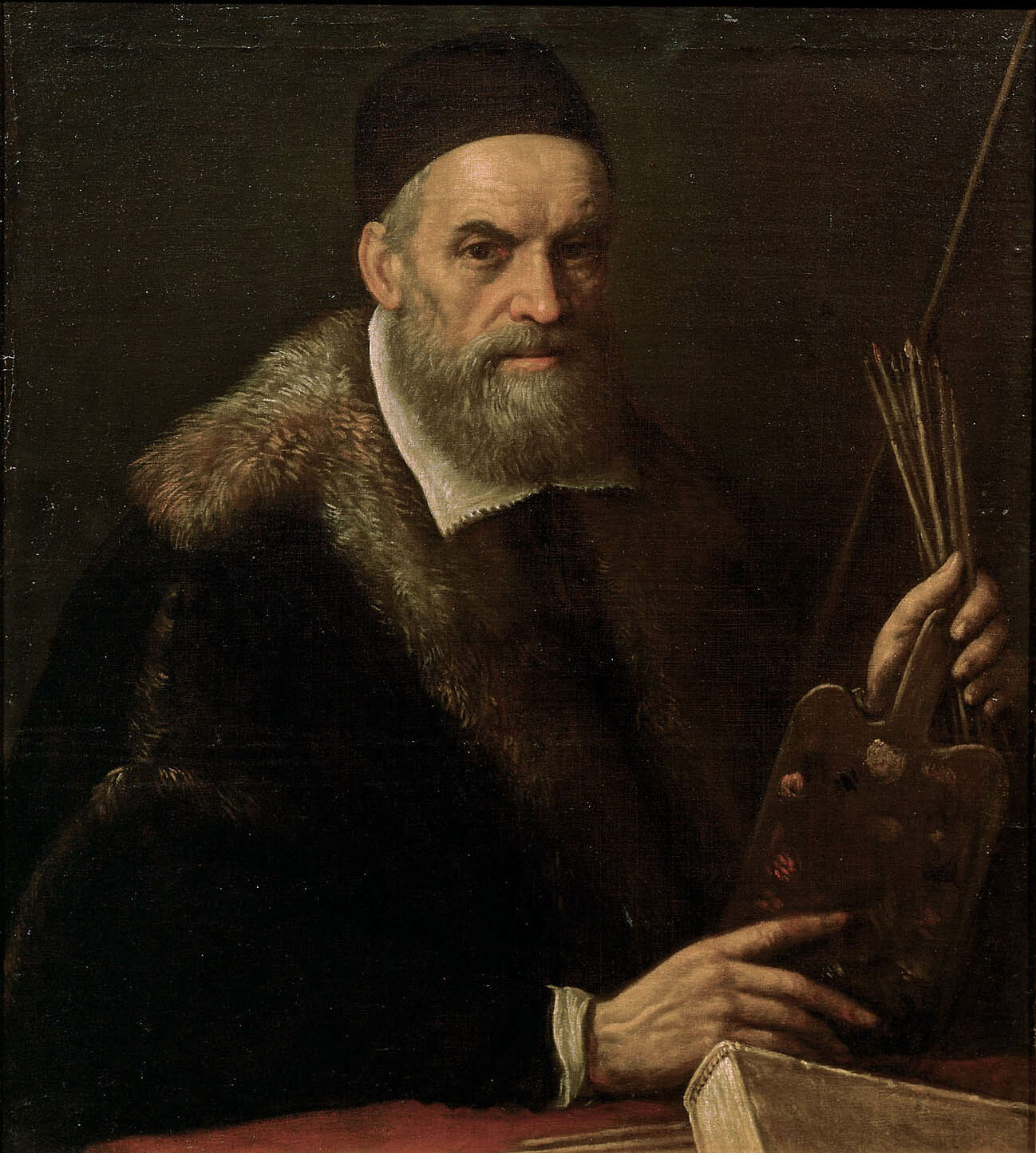
Якопо Бассано. Автопортрет, Музей історії мистецтв, Відень
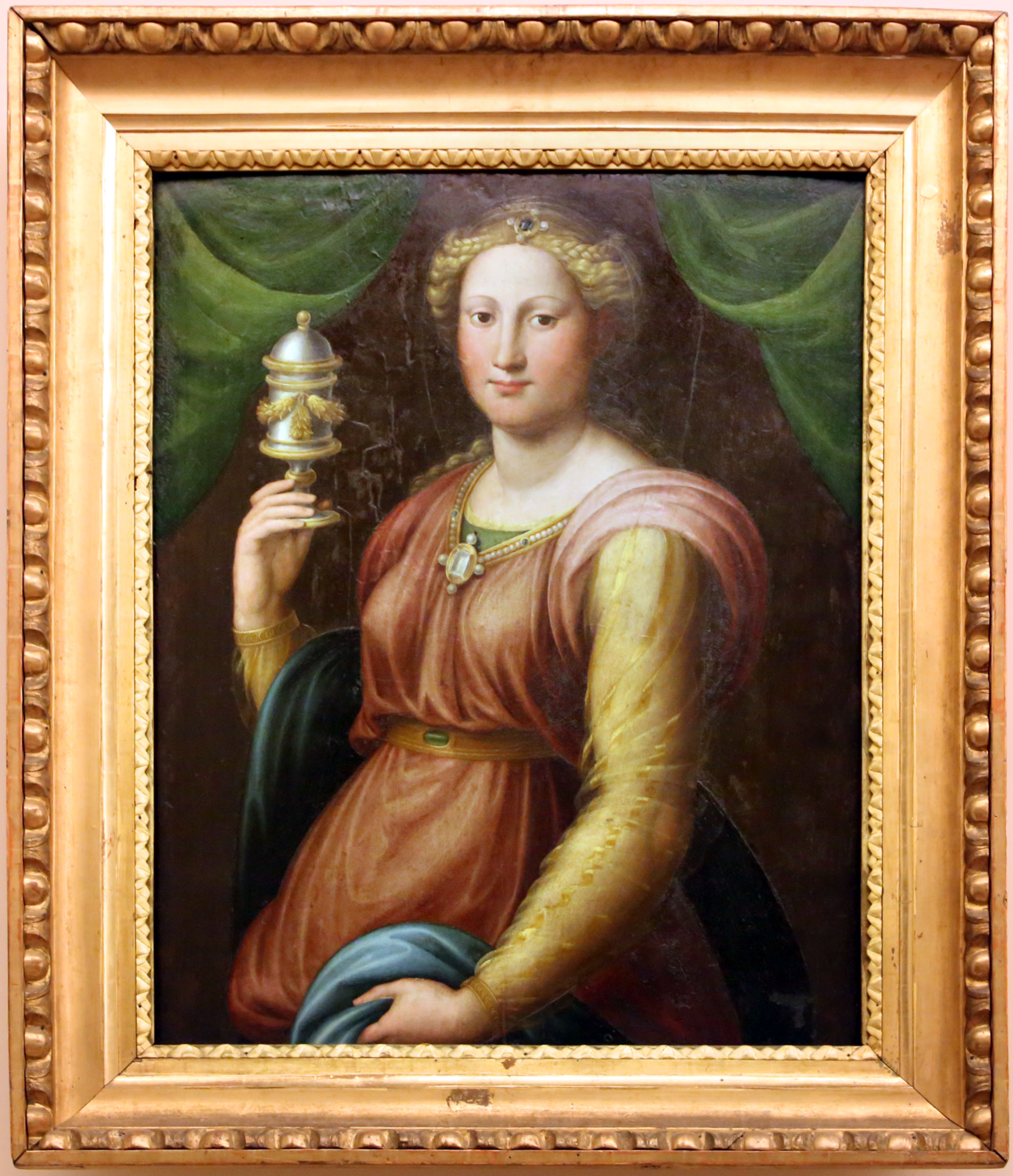
Інноченцо да Імола. Марія Магдалина, Палац музеїв (Модена)
Ель Греко. «Портрет лицаря з рукою на грудях». близько 1580
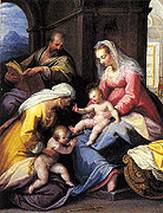
Лавінія Фонтана.  Свята Родина з Іваном Хрестителем дитиною, 1600, Національна галерея мистецтв, Вашингтон, США
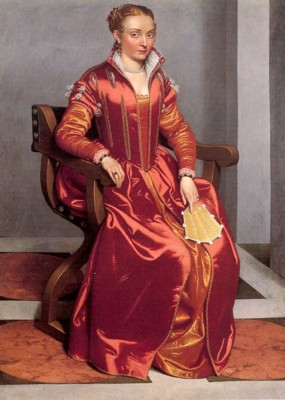
Джованні Баттіста Мороні. «Лючія Альбані Авоґадро», Національна галерея (Лондон).
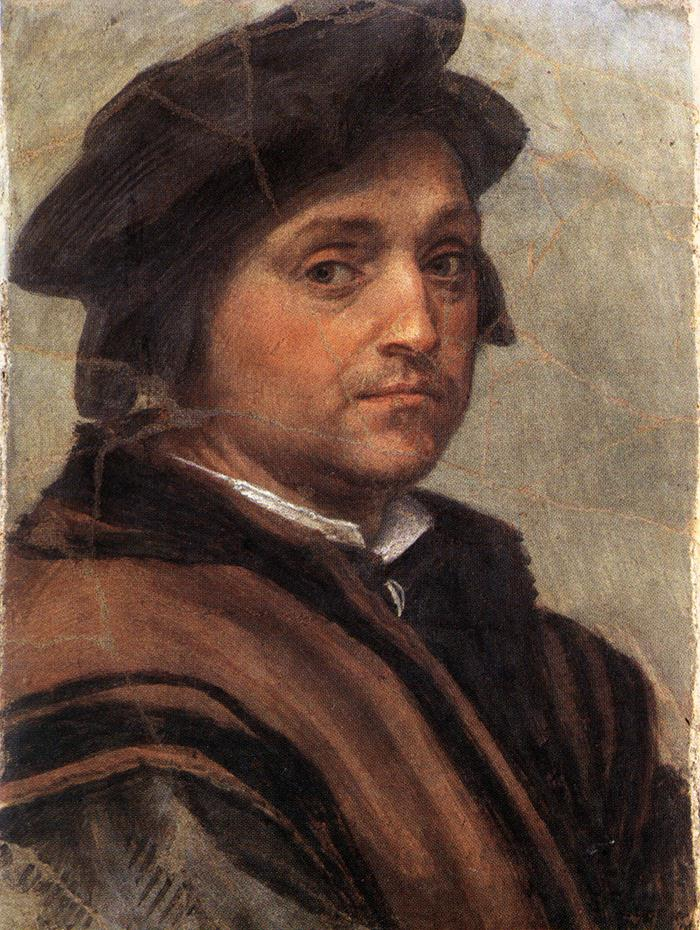
Андреа дель Сарто. Автопортрет, фреска. Галерея Уффіці, флоренція.
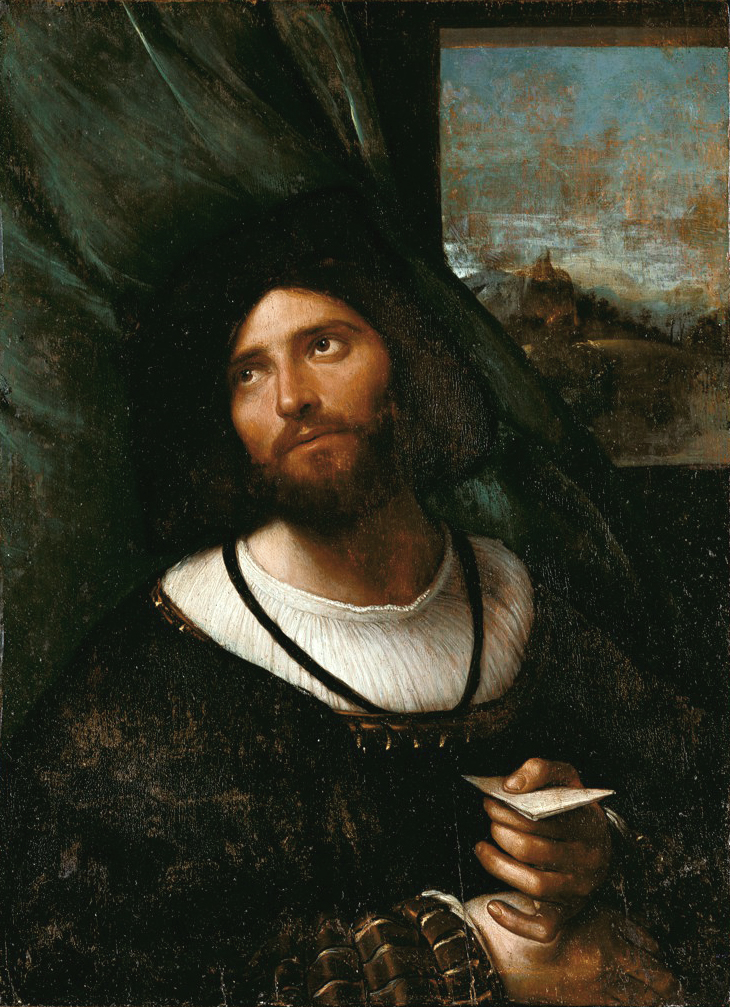
Альтобелло Мелоне. «Портрет невідомого аристократа»
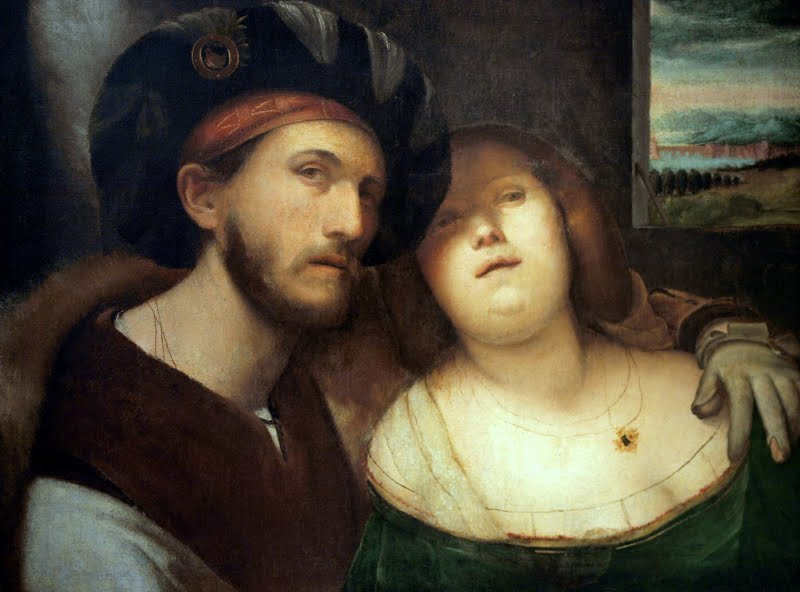
Альтобелло Мелоне.«Коханці»,  Дрезденська картинна галерея
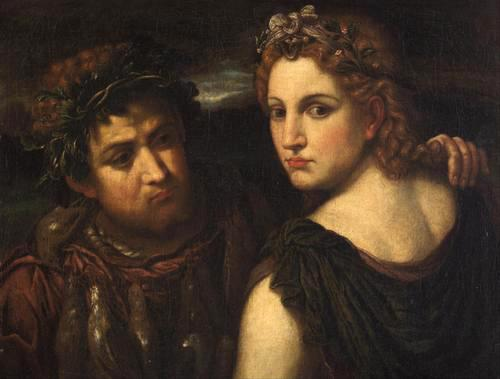
Паріс Бордоне. «Мисливець та Німфа», Відень
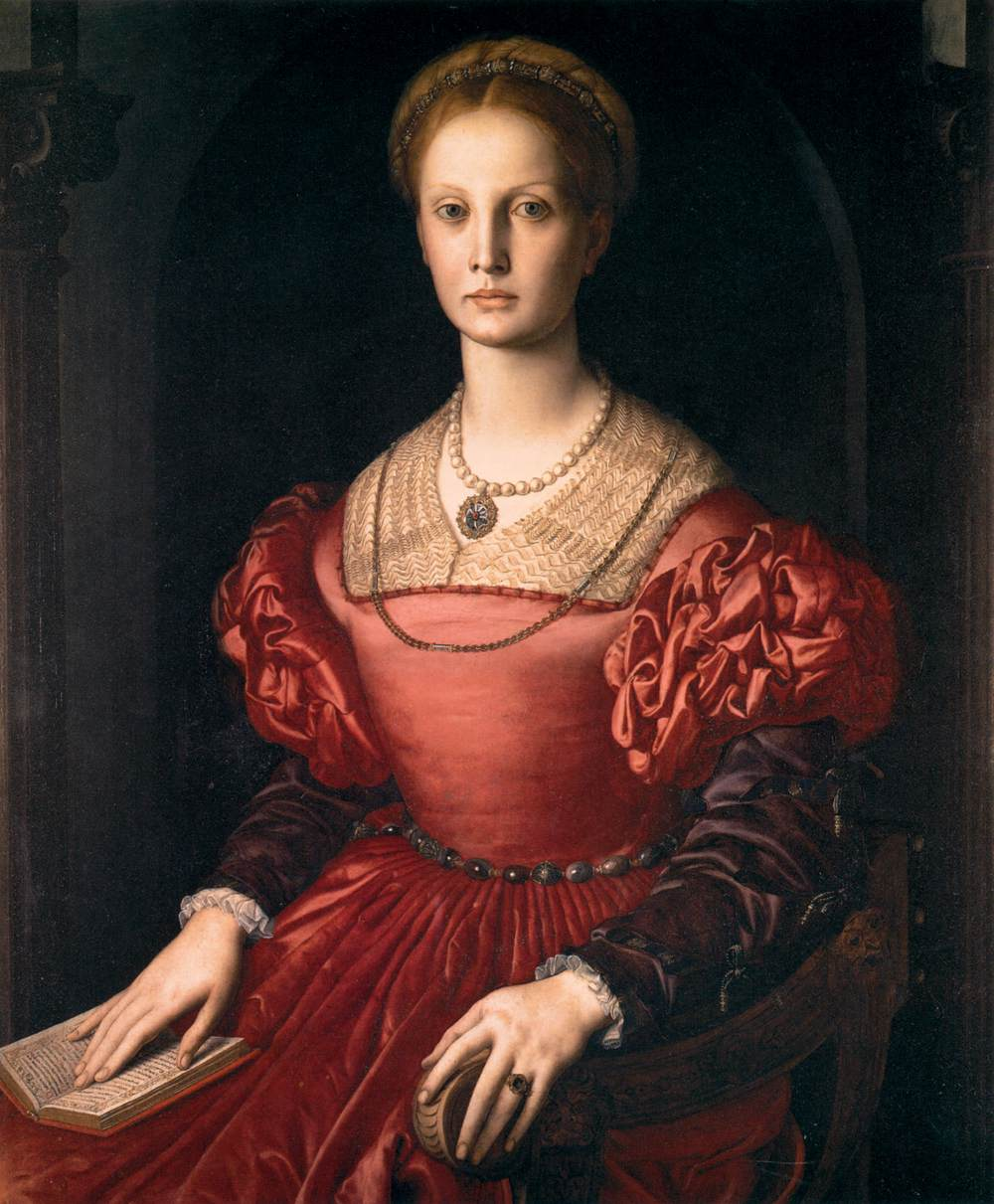
Бронзіно.«Лукреция Панчатікі»
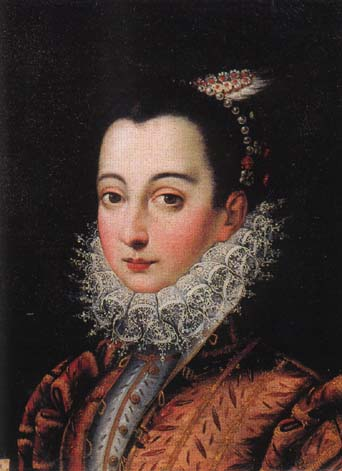
Шипіоне Пульцоне. «Вітторія Аккорамбоні», Петергоф, Росія.

### Художники Німеччини
- Альбрехт Дюрер (1471—1528)
- Лукас Кранах старший (1472—1553)
- Ганс Бальдунг (1485 ? — 1545)
- Грюневальд або Матіас Грюневальд
- Петер Фльотнер (1485—1546)

### Відомі графіки доби
- Поява гравюрної техніки — офорт .

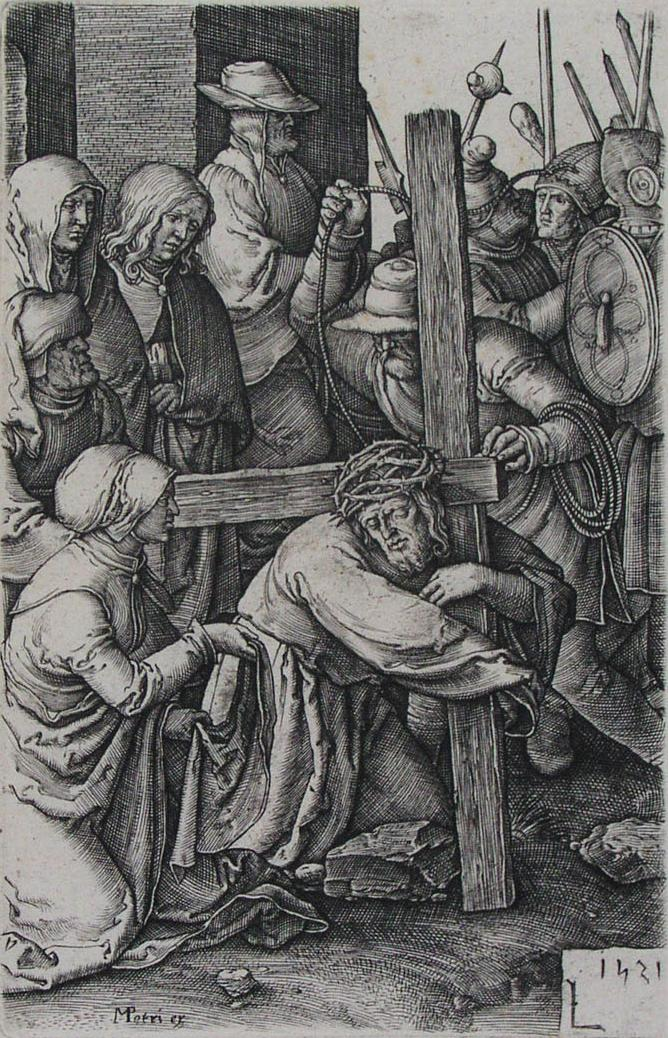
Лука Лейденський, «Шлях на Голгофу», 1521 р.

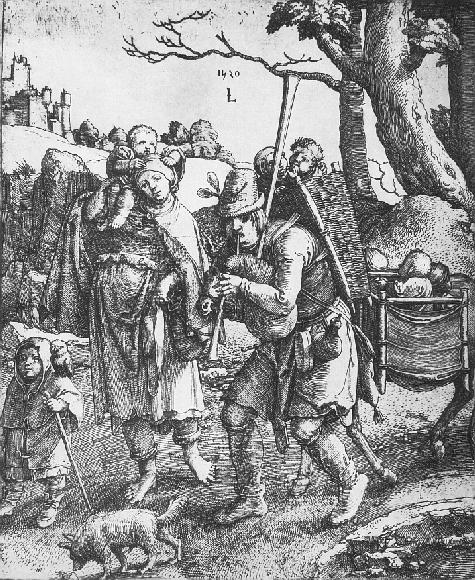
Лука Лейденський. «Мандрівні жебраки», 1520 р.

- Альбрехт Дюрер (1471—1528), серії «Життя богородиці», «Майстерські гравюри»
- Якоб Бінк (1590—1568/1569)
- Ганс Гольбейн Молодший (1497—1543), серія «Танок Смерті»
- Лукас Кранах Старший (1472—1553), серії «Апостоли», «Страсті Христові»
- Ганс Бальдунг (1485 ? — 1545)
- Ганс Себальд Бехам (1500—1550)
- Ганс Бургмайр  (1473—1531)
- Маркантоніо Раймонді (бл. 1480—1534)
- Лука Лейденський (після 1489—1533)
- Альбрехт Альтдорфер (бл. 1480—1538)
- Пітер Брейгель Старший (? 1525—1569)
- Генріх Альдегревер (1502 — ? 1556)
- Міхель Вольгемут  (1434—1519)
- Ніколо Болдріні (2-а пол. 16 ст.)
- Альбрехт Альтдорфер  (1480—1538)
- Жак Андруе Дюсерсо старший
- Ганс Вредеман де Вріс  (1527—1609)

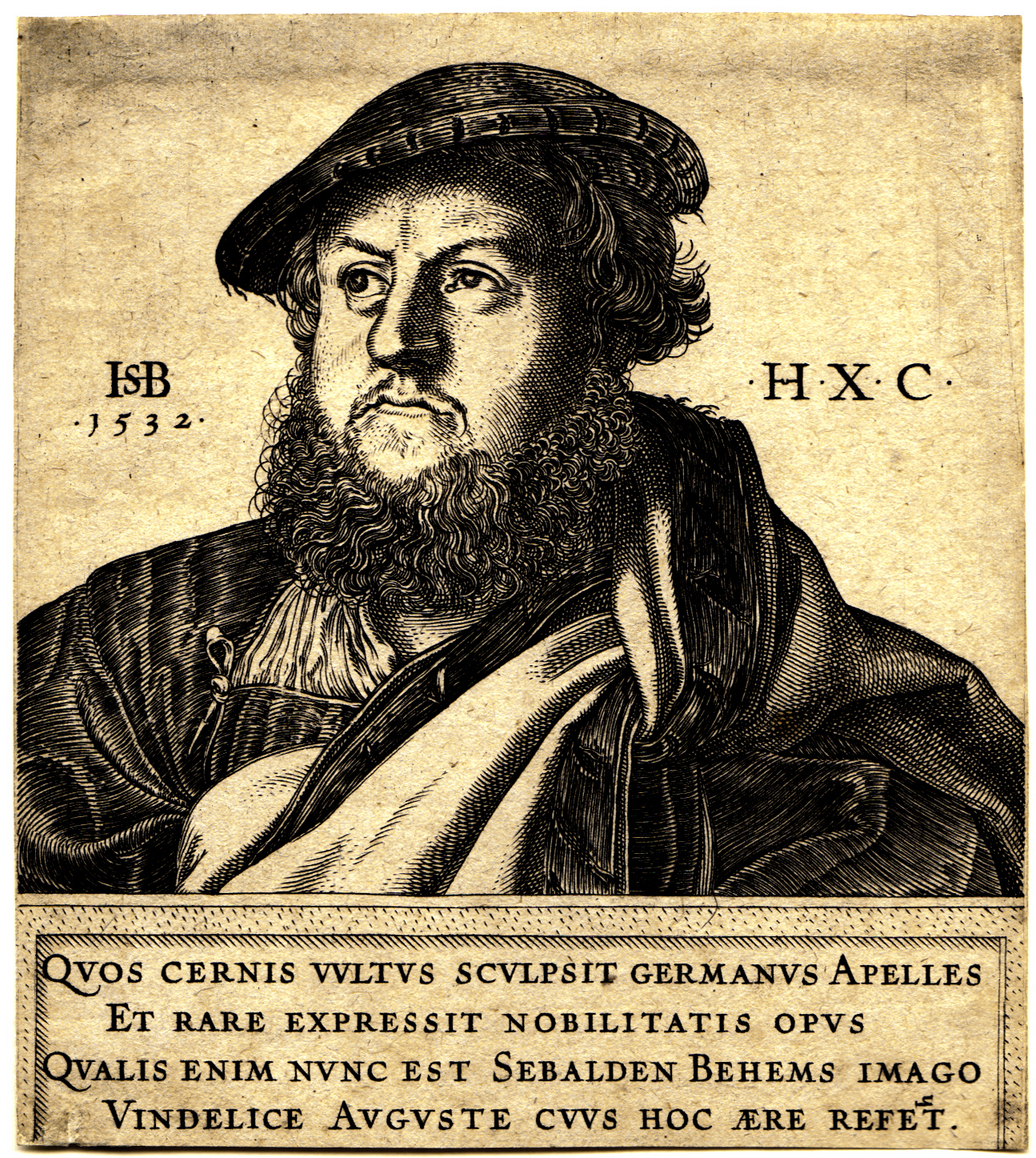
Монограміст  H.X.C. «Портрет Ганса Зебальда Бехама», 1532 рік
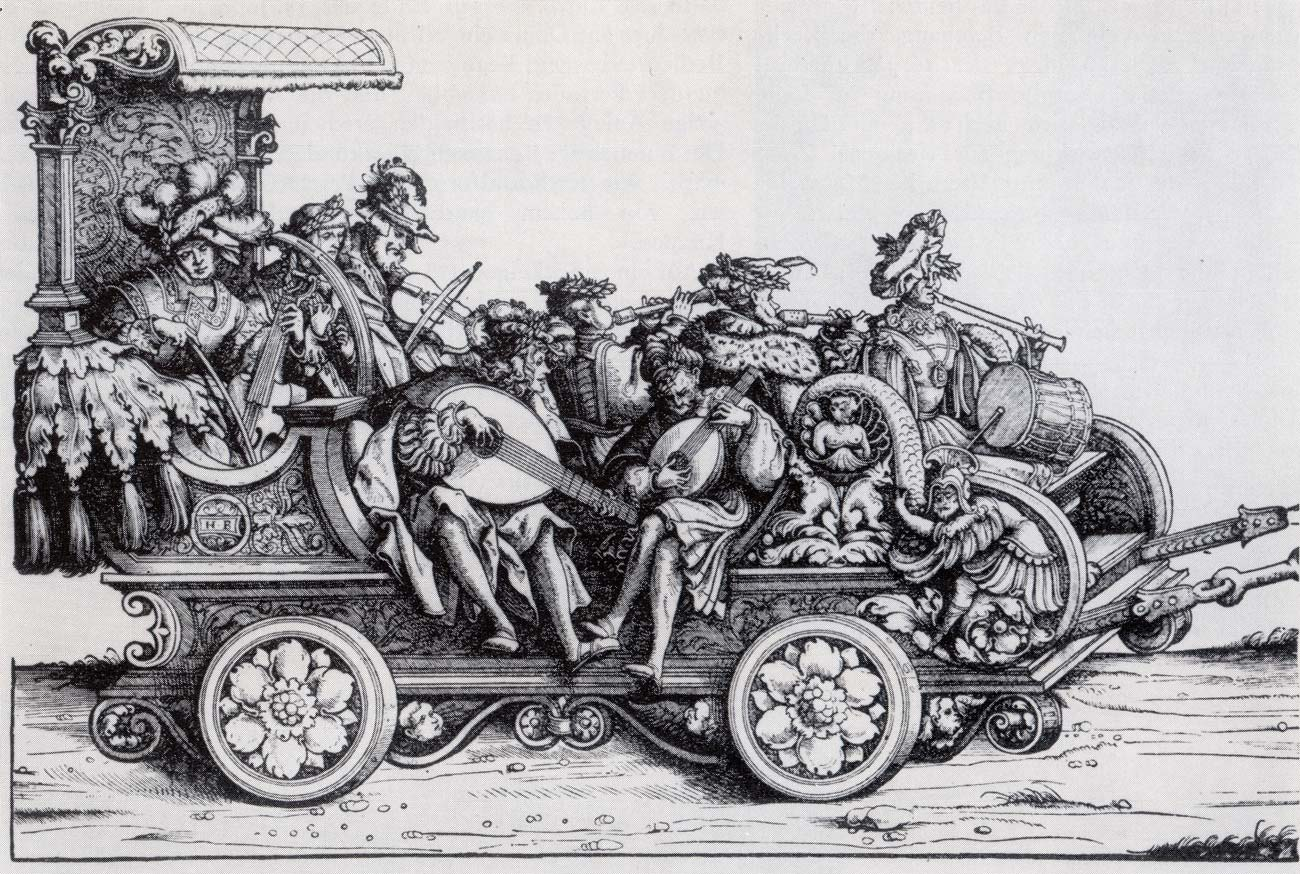
Ганс Бургмайр, «Музики на колісниці», 1517 рік
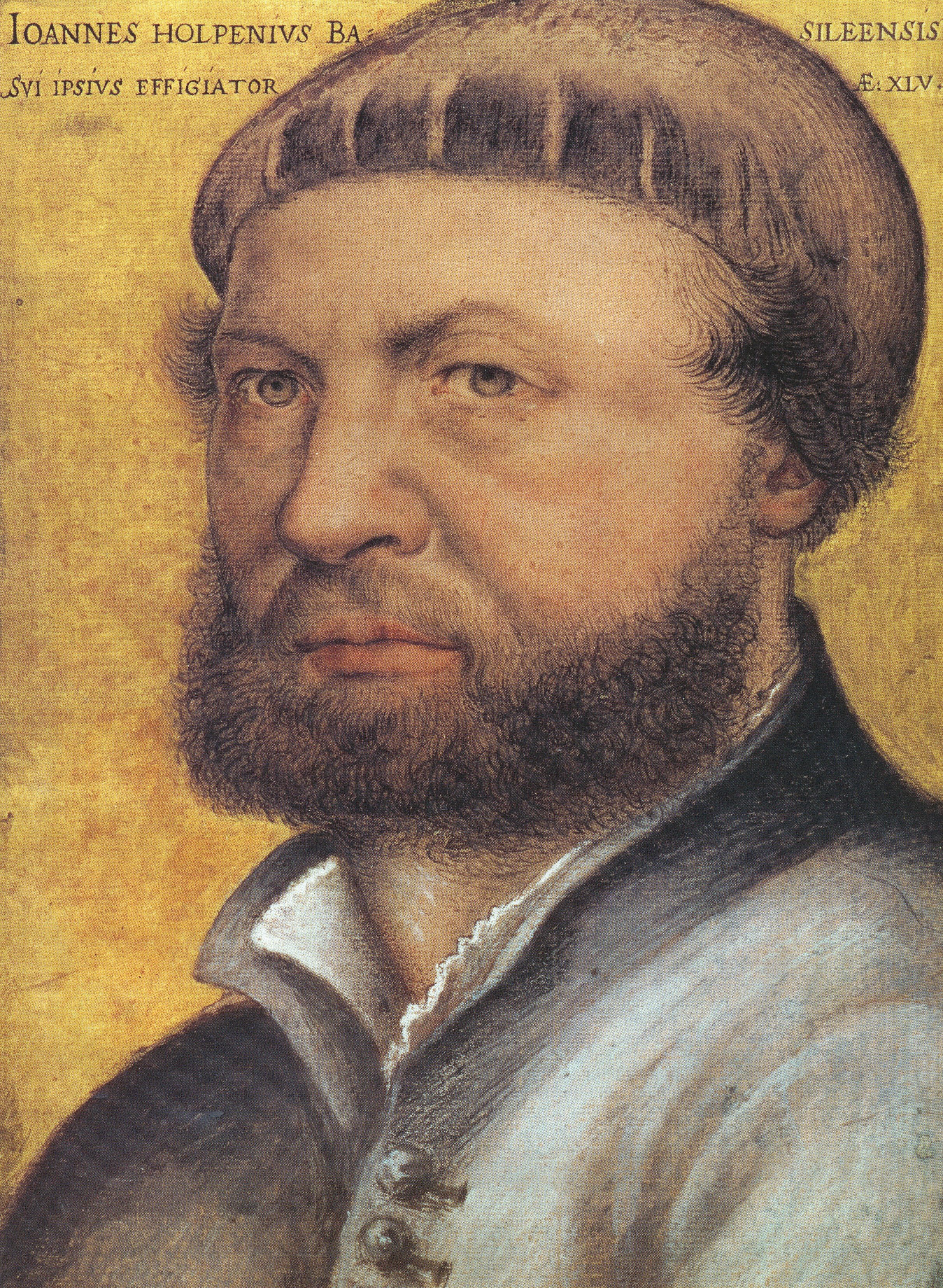
Ганс Гольбейн Молодший, Автопортрет, 1542 рік.
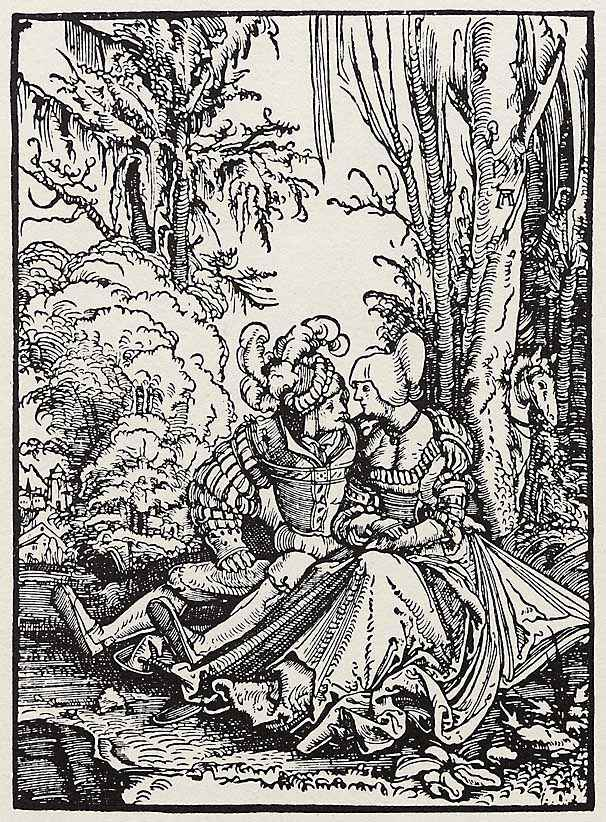
Альбрехт Альтдорфер, «Закохана пара», 1511 рік.
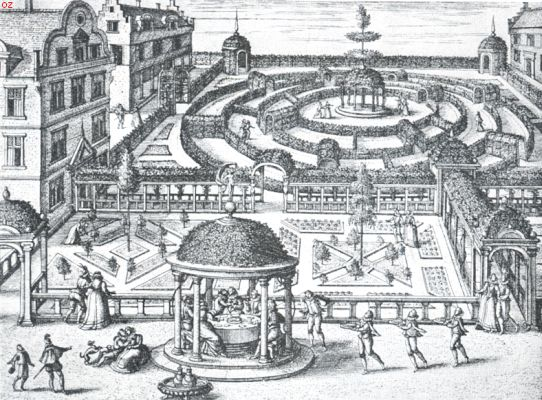
Ганс Вредеман де Вріс. «Голландський садок», гравюра 1583 року.

### Художники Нідерландів
- Ян ван Скорель (1495—1562)
- Артген ван Лейден (1498—1564)
- Антоніс Мор (1517—1576)
- Пітер Брейгель Старший (1525—1569)
- Бартоломеус Шпрангер (1546—1611)
- Геррі мет де Блес (1510?—1555)
- Ян Корнеліс Вермеєн (бл. 1504—1559)
- Босх, пізні твори
- Мартен ван Клеве ()
- Лука Лейденський (Лукас ван Лейден 1489—1533)
- Пітер Кук ван Альст (1502—1550)
- Франс Порбюс старший ()
- Дірк Якобс ()
- Мабюз (Ян Госсарт 1478—1532)
- Амброзіус Бенсон (бл. 1495—1550)
- Ганс Еворт (бл. 1520—1574), працював в Королівстві Англія
- Корнеліс Кетель (1548—1616)
- Ганс Боль (Hans Bol 1534—1593)
- Герман Постімус (Herman Posthumus 1512 —1588) — художник і архітектор

### Художники Франції

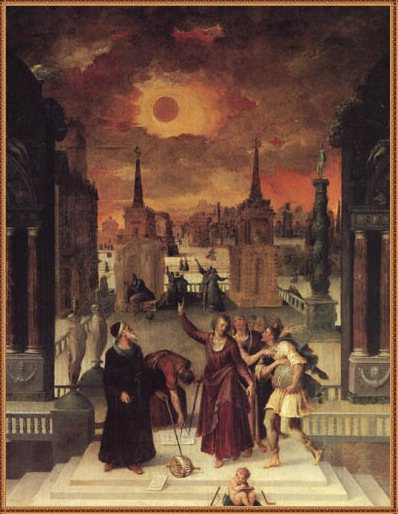
Антуан Карон. «Науковці, що вивчають сонячне затемнення», 1571

- Антуан Карон (1521—1599)
- Корнель де Ліон (бл. 1500—1575)
- Франческо Приматіччо (1504—1570)
- Франсуа Клуе (1515—1572)

### Художники Іспанії
- Майстер з Алсіри (середина 16 ст.)
- Педро Мачука (бл. 1490—1550)
- Луїс де Моралес (бл. 1520—1586)
- Пабло де Сеспедес (1538—1608)
- Ель Греко (1541—1614)
- Франсіско Пачеко (1564—1644)

## Скульптори

### Скульптори Італії
- Мікеланджело Буонаротті (1475—1564)
- Джованні-Анжело Монторсолі (1506—1563)
- Бенвенуто Челліні (1500—1571)
- Алессандро Вітторіа (1525—1608)
- Джованні да Болонья (1529—1608)
- П'єтро Франкавілла (1548—1615)
- Леоне Леоні (1509—1590)
- Баччо Бандінеллі (1493—1560)
- Бартоломео Амманаті (1511—1592)
- Якопо Сансовіно (1486—1570)
- Джованні Франческо Рустічі ()
- Даніеле да Вольтерра (1509—1566)
- Андреа Бустолоне (1662—1732)

## Архітектори

### Архітектори Італії
- В архітектурі Італії виникає уява про ансамбль. Все менше задовольняє окрема, талановито створена будівля. Серед перших ансамблів — забудова пагорба Капітолій в Римі (арх. Мікеланджело). Наприкінці 16 ст. ансамблева забудова талановито перенесена в містобудівництво(арх. Доменіко Фонтана), а трипроменеве розпланування вулиць Риму стає взірцевим (три шляхи в Версалі, три алеї в садах бароко тощо).
- Кінцеве створення типу заміської вілли-резиденції володаря та саду бароко на терасах.
- Браманте (1444—1514), пізні твори
- Рафаель Санті, палаци в Римі, Вілла Мадама
- Мікеланджело Буонарроті (1475—1564)
- Джакомо да Віньола (1507—1573)
- Бартоломео Амманаті (1511—1592)
- Антоніо да Сангалло молодший (1483—1546)
- Джуліяно да Санґало
- Мартіно Лунгі старший
- Пірро Лігоріо , Вілла д'Есте в Тіволі
- Якопо Сансовіно (1486—1570)
- Андреа Палладіо (1508—1580)
- Вінченцо Скамоцці (1548—1616)
- Джакомо делла Порта , Вілла Альдобрандіні
- Франческо Лапареллі (1521—1570)
- Джованні Баттіста Монтано (1534—1621)

### Архітектори Франції
- Жан Бюллан(1510—1578)
- Філібер Делорм (бл.1510—1570)
- Жак Андруе Дюсерсо старший (бл. 1515—1585)

### Архітектори Іспанії та запрошені на працю іноземці
- Хуан Баутіста де Толедо (1515 ? — 1567)
- Педро Мачука (1490—1550)
- Хуан де Еррера (бл. 1530—1597)
- Пеллегріно Тібальді (1527—1596)